# U.S. Post Office Attalla
Das U.S. Post Office Attalla ist eine Filiale des United States Postal Service in Attalla, Alabama. Es wurde im Jahr 1931 erbaut und wird seit dem 21. Juni 1983 im National Register of Historic Places geführt.